# Ptericoptus griseolus
Ptericoptus griseolus är en skalbaggsart som beskrevs av Bates 1880. Ptericoptus griseolus ingår i släktet Ptericoptus och familjen långhorningar.
Artens utbredningsområde är Guatemala. Inga underarter finns listade i Catalogue of Life.